# Giovanni Quarti
Giovanni Quarti (ur. 11 sierpnia 1984 w Wenecji) – włoski siatkarz występujący obecnie w Serie A, w drużynie Sisleya Treviso. Gra na pozycji przyjmującego. Mierzy 191 cm.

## Kariera
- 2000–2003  Sisley Treviso
- 2003–2004  Silvolley Trebaseleghe
- 2004–2006  Volley Team San Dona
- 2006–2008  Antonveneta Padwa
- 2008-  Sisley Treviso